# Traßdorf
Traßdorf ist ein Ortsteil der Stadt Stadtilm im Ilm-Kreis (Thüringen) mit etwa 240 Einwohnern.

## Geografie
Traßdorf liegt in einer Senke auf etwa 400 Metern Höhe im nördlichen Vorland des Thüringer Waldes. Nach Osten geht die offene Landschaft ins zwei Kilometer entfernte Ilmtal über, während im Westen Heide und Kiefernwälder folgen. Traßdorf ist ein Platzdorf.

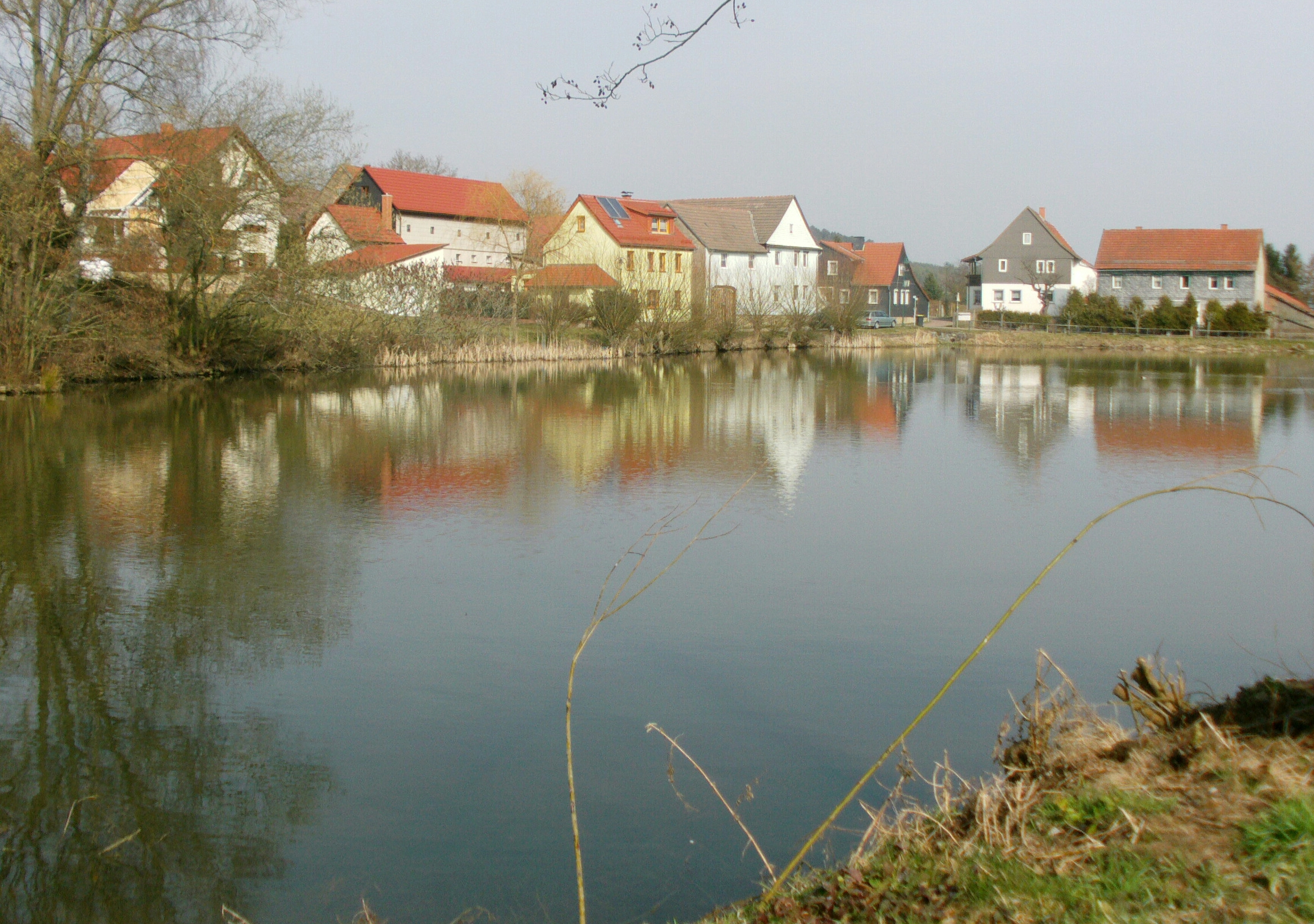
Teich in der Ortsmitte von Traßdorf

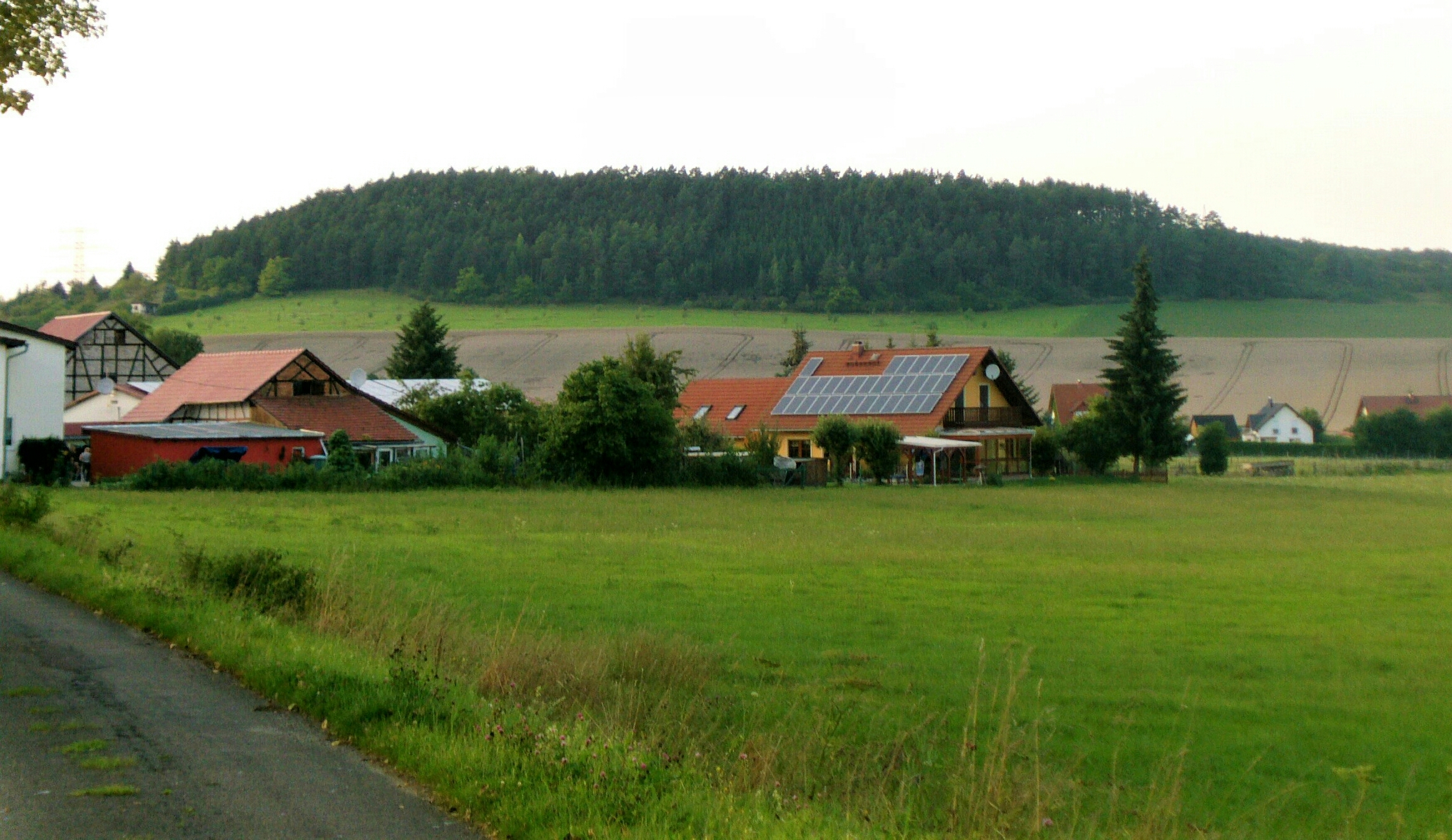
Traßdorfer Berg (Ca. 490 m)

Eine natürliche Besonderheit ist der Teich in der Ortsmitte. Er ist eines von nur drei deutschen Gewässern, das sich als frei von sog. „Koi-Herpesviren“ bezeichnen darf. Wird er abgefischt, sind viele Forscher bzw. Forschungsinstitute dabei und untersuchen die Fischbestände. Sie hoffen, später beispielsweise Impfstoffe gegen die gefährlichen Viren entwickeln zu können.

## Geschichte
Traßdorf wurde im Jahre 1089 erstmals urkundlich erwähnt. Der Ort war bis 1920 eine Exklave des Herzogtums Sachsen-Gotha bzw. Sachsen-Coburg und Gotha, welche zunächst den Herren von Witzleben, ab Mitte des 19. Jahrhunderts zum Amt Ohrdruf gehörte. Von 1922 bis 1952 gehörte das Dorf zum Landkreis Arnstadt. Der Landkreis wurde 1952 geteilt und Traßdorf gehörte fortan zum Kreis Arnstadt. 1994 wurden die Kreise Ilmenau und Arnstadt unter dem Namen Ilm-Kreis wieder vereint. Traßdorf schloss sich am 6. April 1994 mit anderen Orten der Umgebung zur Gemeinde Singerberg zusammen, welche am 1. Juni 1996 wiederum in der Gemeinde Ilmtal aufging. Diese wurde wiederum am 6. Juli 2018 nach Stadtilm eingemeindet.

## Wirtschaft und Verkehr
In Traßdorf spielt die Landwirtschaft eine große Rolle.
Traßdorf war zwischen 1998 und 2001 der Endpunkt der A 71. Deshalb fuhren jeden Tag viele Menschen aus Ilmenau und Umgebung durch den Ort. Da die Dorfstraße für große Fahrzeuge zu eng war, baute man 1998 eine Ortsumgehung. Als die A 71 bis Ilmenau freigegeben wurde, nahm die Verkehrsbelastung ab, da die provisorische Autobahnabfahrt Traßdorf geschlossen wurde. Heute ist eine direkte Autobahnanbindung aber wieder gegeben (A71-Anschlussstelle Stadtilm (B 90)). Die Universitätsstadt Ilmenau und die Kreisstadt Arnstadt sind über diese in wenigen Minuten erreichbar. Straßen führen außerdem zum Traßdorfer Kreuz an der Landesstraße 3087 im Süden und nach Branchewinda im Norden (Landesstraße 1047).
Die ICE-Trasse Erfurt–Nürnberg führt, parallel zur Autobahn, ca. 1 km westlich am Ort vorbei.

## Kultur

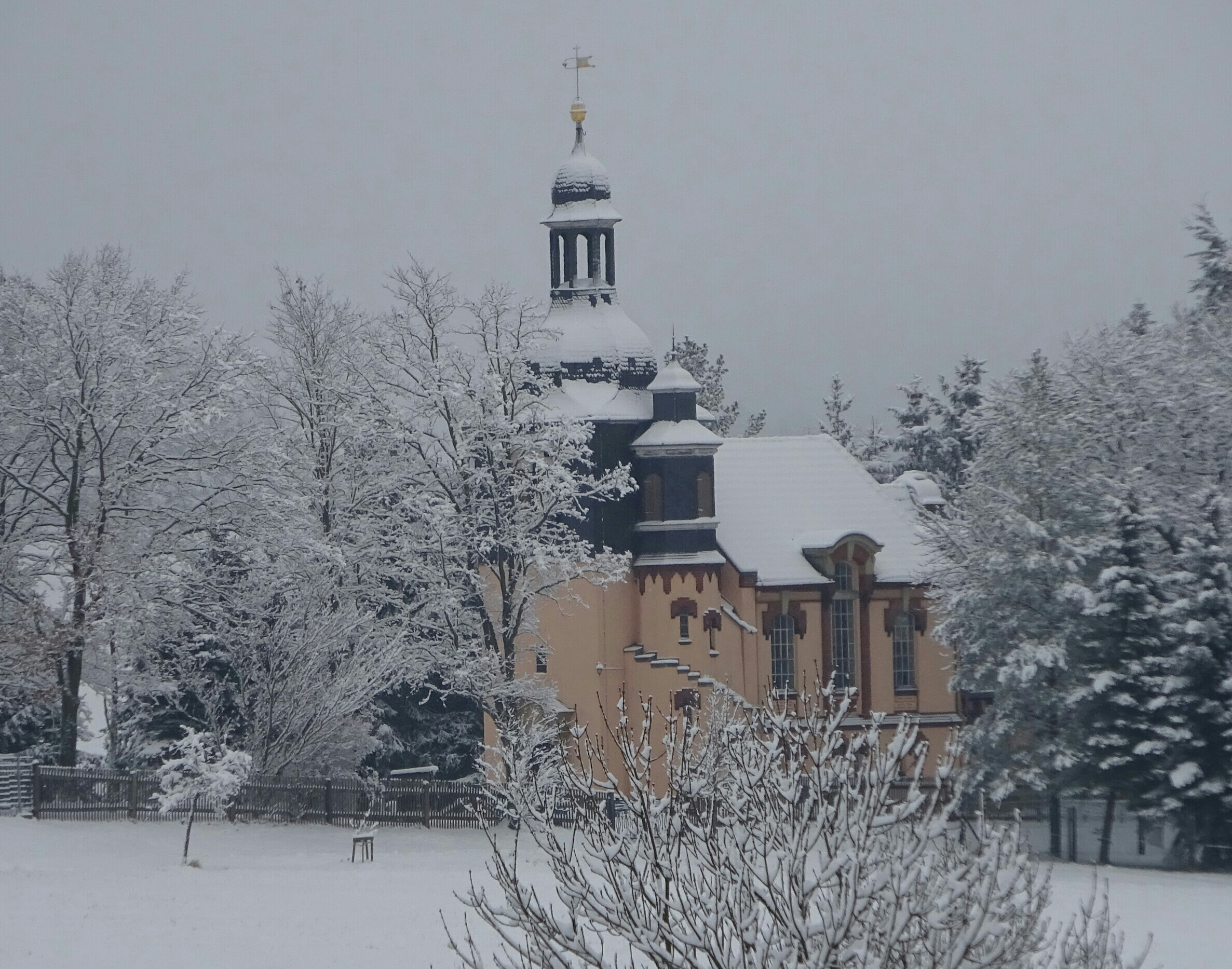
Kirche am nördlichen Ortsausgang von Traßdorf

Die Traßdorfer Kirche wurde 1898 errichtet, einige Teile des Turmes stammen von der Vorgängerkirche von 1703.
In Traßdorf gibt es drei Vereine, die viele Veranstaltungen im Ort organisieren. Kultureller Höhepunkt ist die jährliche Zeltkirmes im Spätsommer.

## Persönlichkeiten
- August Köhler (* 1821 in Traßdorf; † 22. April 1879), Kindergartenpädagoge, Nachfolger von Friedrich Wilhelm August Fröbel